# Bermo (Niger)
Bermo è un comune rurale del Niger facente parte del dipartimento di Dakoro nella regione di Maradi.